# Comparación de topologías
En topología y otras áreas de matemáticas, el conjunto de todas las topologías sobre un conjunto dado es un conjunto parcialmente ordenado. Esta relación de orden puede utilizarse para la comparación de topologías.

## Definición
Dado un conjunto {\displaystyle X}, una topología {\displaystyle {\mathcal {T}}} sobre dicho conjunto es una familia de subconjuntos llamados abiertos que cumplen determinadas condiciones. 
Sean {\displaystyle {\mathcal {T}}_{1}} y {\displaystyle {\mathcal {T}}_{2}} dos topologías sobre {\displaystyle X}, entonces la topología {\displaystyle {\mathcal {T}}_{1}} es más fina que {\displaystyle {\mathcal {T}}_{2}} si {\displaystyle {\mathcal {T}}_{2}\subseteq {\mathcal {T}}_{1}}. También, se dice que {\displaystyle {\mathcal {T}}_{2}} es más gruesa o más débil que {\displaystyle {\mathcal {T}}_{1}}. Si la relación de inclusión es estricta, se añade el término estrictamente. Si {\displaystyle {\mathcal {T}}_{2}={\mathcal {T}}_{1}}, las topologías son equivalentes.
La relación de inclusión {\displaystyle \subseteq } define una relación parcial de orden sobre el conjunto de posibles topologías sobre {\displaystyle X}.

## Ejemplos
- La topología más fina sobre un conjunto dado es la topología discreta y la topología más gruesa es la trivial.
- Sobre los reales, la topología usual es más débil que la topología de Sorgenfrey.[1][2]
- Sobre {\displaystyle \mathbb {R} ^{n}}, las topologías inducidas por la distancia euclidiana, distancia del máximo y distancia de Manhattan son equivalentes.[1]
- Sobre {\displaystyle \mathbb {R} }, la topología cofinita es más débil que la usual.[3]

## Propiedades
Sean {\displaystyle {\mathcal {T}}_{1}} y {\displaystyle {\mathcal {T}}_{2}} dos topologías sobre {\displaystyle X}. Las siguientes condiciones son equivalentes:
- {\displaystyle {\mathcal {T}}_{1}\subseteq {\mathcal {T}}_{2}}
- La función identidad {\displaystyle id_{X}\colon (X,{\mathcal {T}}_{2})\rightarrow (X,{\mathcal {T}}_{1})} es continua.
- La función identidad {\displaystyle id_{X}\colon (X,{\mathcal {T}}_{1})\rightarrow (X,{\mathcal {T}}_{2})} es abierta.